# Lorenzo Félix Díaz
Lorenzo Félix Díaz Buendía, que firma como Lorenzo Díaz o Lorenzo F. Díaz, es un crítico y traductor de cómic español, nacido en Madrid en 1959.

## Biografía
Dirigió el fanzine Terminal (1979) y colaboró con "Sunday Cómics".
Dirigió luego la primera época de Urich y coordinó la producción del sello De La Torre.
Para el suplemento "Gente" del Diario 16 escribió en 1989 con Ricardo Aguilera el coleccionable en fascículos Gente de comic que aborda la historia de los diferentes géneros del cómic.
Se encargó del encarte sobre tebeos del diario El Sol. Fue el guionista de varias series dibujadas por Carlos Puerta: Los archivos de Hazel Loch ("Creepy, 1991); Tierra de nadie ("Top Comics", 1994); Eustaquio Fariñas ("¡Guay!", 1999) y Marita ("¡Guay!", 2001).
Sus siguientes libros fueron sobre superhéroes: "Diccionario de superhéroes" (1996) para la colección Biblioteca del Dr. Vértigo de Ediciones Glénat y "Superhéroes Marvel. Del cómic a la pantalla" (2004) para Alberto Santos Editor. Para la misma editorial, publicó también un dossier sobre la película X-Men en el libro X-Men: El precio de un sueño con Julián M. Clemente.